# Калисто (Алкеј)
Калисто (грч. Καλλιστῶ, комедија аутора Алкелеја, који је био  старогрчки комедиограф и стварао у оквиру старе атичке комедије.